# Psychotria adderleyi
Psychotria adderleyi är en måreväxtart som beskrevs av Julian Alfred Steyermark. Psychotria adderleyi ingår i släktet Psychotria och familjen måreväxter. Inga underarter finns listade i Catalogue of Life.